# ロビン・ロド
ロビン・ロド（Robin Lod 、1993年4月17日 - ）は、フィンランドのプロサッカー選手。フィンランド代表。ミネソタ・ユナイテッドFC所属。ポジションはMF。

## 経歴

### クラブ
HJKヘルシンキのアカデミー出身。デビュー戦となった2011年10月22日のミリコスケン・パロ47戦でプロ初ゴールをマーク。
2012年8月3日、ヴァーサン・パロセウラにレンタル移籍。当初の予定では9月3日までの短期レンタルだったが、シーズン終了までレンタル期間が延長された。
2015年5月6日、パナシナイコスFCに移籍。
2018年7月23日、セグンダ・リーガのスポルティング・ヒホンにフリーで加入。
2019年7月16日、ミネソタ・ユナイテッドFCに移籍。

### 代表
2013年10月30日に開催されたメキシコ代表との親善試合でフィンランド代表デビュー。2016年10月7日に開催された2018 FIFAワールドカップ・ヨーロッパ予選のアイスランド代表選で代表初ゴールをマーク。

## タイトル

### クラブ
クルビ04
- カッコネン: 2011

HJKヘルシンキ
- ヴェイッカウスリーガ: 2012, 2013, 2014
- フィンランド・カップ: 2014
- リーガカップ: 2015